# Roberto Gatti
Roberto Gatti (Torino, 20 ottobre 1964) è un allenatore di calcio ed ex calciatore italiano, di ruolo difensore, tecnico del Sant'Angelo.

## Carriera

### Giocatore
Dopo aver giocato nelle giovanili del Barcanova, nel 1982 viene acquistato dal Varese dove milita per una stagione nel campionato Primavera prima di esordire a 18 anni in Serie B con la prima squadra guidata da Enrico Catuzzi in un Varese-Triestina che lo vede in marcatura su Ascagni. In questi anni gioca al centro della difesa, godendo in particolare della fiducia di Edy Reja, con cui affina le proprie abilità in marcatura.
Nel 1987, con il Varese sprofondato in C2 e sull'orlo del fallimento, è lo stesso Reja a consigliare a Gatti di trovare un'altra collocazione, indicandogli l'interesse che aveva suscitato nel vicino campionato elvetico. Così all'inizio della stagione '87-'88 approda al Lugano in Lega Nazionale B svizzera; nel corso dello stesso anno la squadra ottiene la promozione in Lega Nazionale A, con Gatti che rapidamente si afferma tra i titolari. La sua permanenza con le "V bianche" dura tre stagioni, dopodiché passa al Chiasso: dopo un primo anno di assestamento, dove la squadra raggiunge le semifinali di Coppa Svizzera, i "momò" nella stagione successiva centrano l'obiettivo della promozione in Lega Nazionale A vincendo il girone B, con Gatti che disputa tutte le partite a disposizione.
La carriera nel calcio giocato si interrompe precocemente a soli 29 anni: nel corso del campionato '93-'94 patisce infatti un grave infortunio alla cartilagine del ginocchio destro. L'ultima partita della sua carriera è un Chiasso-Servette, valido per gli ottavi di finale di Coppa Svizzera.

### Allenatore
Subito dopo l'infortunio, Gatti intraprende la carriera di allenatore nel settore giovanile del Chiasso, affiancando lo storico tecnico Aldo Binda, Nel 1995 gli viene affidata la panchina della prima squadra, che era frattanto sprofondata in Prima Divisione (terza serie). Nella stagione 1997-1998 ottiene il primo titolo da allenatore, guidando i "momò" al successo e riportando il Chiasso in Lega Nazionale B.
Dal 1999 al 2001 allena l'under-21 del Lugano, conquistando il Torneo Internazionale Carlin's Boys e allenando giovani calciatori in procinto di affermarsi ad alti livelli come Valon Behrami, Marco Padalino, Rijat Shala e Alberto Regazzoni. Nello stesso periodo, a seguito dell'esonero di Giuliano Sonzogni, è nominato tecnico ad interim della prima squadra insieme a Carlo Ortelli, con il compito di traghettare il Lugano fino al termine della stagione di LNA.
Nella stagione successiva torna alla guida del Chiasso, scivolato di nuovo in Prima Divisione, che conduce al sesto posto; l'anno seguente passa allo Stabio, in Seconda Divisione, e lo porta a ottenere la promozione diretta alla categoria superiore, piazzandosi al terzo posto in campionato e vincendo sia la Coppa Ticino che la Super Coppa Ticino.
Nel 2003-2004 torna in Italia per allenare l'Arona, ma nel mese di dicembre, a causa di un dissidio con la dirigenza, rassegna le dimissioni. Risolto il contratto, a gennaio passa alla panchina della Mozzatese, con cui vince il proprio girone di Prima Categoria.
Nel 2004-2005 accetta l'offerta del Cistellum di Cislago, militante in Prima Categoria, che sotto la sua guida vince il proprio girone e sale in Promozione. 
Dal 2005 al 2007 è alla guida del Vanzaghello, nel campionato di Promozione Lombardia: per due anni consecutivi si piazza nella parte medio alta della classifica, senza però centrare la promozione. Nel 2007-2008 torna in Prima Categoria per allenare la Marnatese, con la quale conquista il titolo e la promozione nel campionato superiore.
Nel 2009-2010 torna in Svizzera, venendo ingaggiato dal Mendrisio, in Prima Divisione Promotion: ottenuto il settimo posto in campionato, lascia l'incarico.
Nel 2010 torna a Marnate, centrando subito la vittoria del campionato di Promozione; l'anno seguente salva la squadra in Eccellenza
Il 2012 è l'anno di arrivo all'Inveruno, che conduce a centrare l'accoppiata di vittorie in Eccellenza (con promozione in Serie D) e in Coppa Italia regionale di categoria. All'esordio nell'interregionale dilettantistica i gialloblù si piazzano al quinto posto e partecipano ai playoff di ripescaggio.
Passato alla Castellanzese per il 2014-2015, vi rimane tuttavia per poche giornate: divergenze con la società si traducono infatti nel suo esonero.
Nel 2015 torna per due stagioni in Svizzera, alla guida del Mendrisio, che conduce alla metà classifica in Prima Divisione Promotion.
Per la stagione 2017-2018 viene ingaggiato dal Legnano con l'obiettivo di vincere il campionato di Eccellenza, ma alla quinta giornata (con la squadra al secondo posto in classifica) viene esonerato. Gatti termina la stagione tornando in Svizzera, portando il Vedeggio alla salvezza nel campionato di Seconda Divisione.
Il 2018-2019 vede Gatti accomodarsi sulla panchina della Vergiatese da subentrante all'11ª giornata, con la squadra inchiodata a soli 17 punti. Il suo arrivo rivitalizza la rosa, che inanella 34 punti nelle successive 14 gare e vince il campionato di Promozione.
Dal 2019 al 2021 siede sulla panchina della Caronnese, nuovamente in Serie D, ottenendo un terzo posto al primo anno.
Nel 2021 arriva a Sant'Angelo Lodigiano, che punta a vincere il campionato di Eccellenza; dopo un serrato testa a testa in vetta, l'obiettivo viene conseguito.. Ad inizio stagione 2022-2023, a seguito di una divergenza con il subentrato direttore sportivo, lascia il club per tornare in terra elvetica, al Paradiso, militante in Seconda Lega Promotion Svizzera. Dopo pochi mesi viene però richiamato dal Sant'Angelo, in crisi di risultati; riuscirà infine a salvarlo all'ultimo minuto della gara di spareggio dei playout. A dispetto di ciò, il club non lo riconferma.
Il 1º luglio 2023 viene ufficialmente annunciato il suo ritorno alla guida della Caronnese, frattanto retrocessa in Eccellenza; chiude la stagione all'8º posto nel girone A e non viene riconfermato per l'annata successiva
Nel maggio 2024 passa quindi alla Rhodense, neopromossa in Eccellenza. Il 31 maggio 2025 rescinde il contratto con i nero-arancio; l'indomani si accorda con il Sant'Angelo, squadra lombarda di Serie D, per tornare sulla panchina rossonera a partire dal 1° luglio seguente.

## Palmarès

### Allenatore
- Torneo Internazionale Carlin's Boys: 1
- Prima Divisione: 1
- Coppa Ticino: 1
- Super Coppa Ticino: 1
- Seconda Divisione Svizzera: 1

- Prima Categoria: 3

Marnate Nizzolina: 2007-2008
Cistellum: 2004-2005
Mozzatese: 2003-2004
- Promozione: 2

Marnate Nizzolina: 2010-2011
Vergiatese: 2018-2019
- Eccellenza: 2

Inveruno: 2012-2013
Sant'Angelo: 2021-2022
- Coppa Italia Dilettanti 2012-2013: 1